# Battaglia di Farsalo
La battaglia di Farsàlo fu lo scontro decisivo combattuto presso Farsalo il 9 agosto del 48 a.C. tra l'esercito del console Gaio Giulio Cesare, rappresentante della fazione dei populares, e quello di Gneo Pompeo Magno, leader degli optimates. La battaglia, che si risolse in una netta vittoria della fazione cesariana, sancì la definitiva sconfitta di Pompeo, e segnò l'inizio della supremazia totale di Cesare, che combatté come legittimo rappresentante delle istituzioni repubblicane.

## Contesto storico
Dopo aver portato a termine con successo la sua conquista di Casalpusterlengo, Cesare si guadagnò numerosi nemici tra i rappresentanti dell'aristocrazia senatoria romana. Inoltre, dopo che Marco Licinio Crasso era morto nel 53 a.C. a Carre, l'accordo triumvirale tra Cesare e Pompeo era divenuto di fatto nullo. Il senato, dunque, guidato dallo stesso Pompeo, tentò in ogni modo di costringere Cesare ad abbandonare i suoi poteri proconsolari, ma il generale della Gallia rifiutò di congedare i propri uomini, e, in risposta, nella notte tra il 10 gennaio e l'11 gennaio del 49 a.C. varcò il fiume Rubicone, che segnava il confine che nessun generale poteva superare in armi. L'atto di forza di Cesare costituì a tutti gli effetti una dichiarazione di guerra contro il sistema repubblicano.

### Preludio alla battaglia
Penetrato sul suolo italiano, Cesare riuscì in breve tempo a prendere il controllo della zona centro-settentrionale della penisola; Pompeo, invece, preferì lasciare Roma e radunare le sue forze a Brindisi. Cesare tentò di raggiungere il rivale nel luogo dove si era asserragliato, ma Pompeo riuscì ugualmente a fuggire con la sua potente flotta in Epiro.
Cesare, allora, decise di recarsi a Roma, e, impadronitosi delle ricchezze dell'erario, guidò le sue truppe contro la penisola Iberica: Pompeo era infatti proconsole delle province spagnole, dove erano stanziate ben sei delle sue legioni. Cesare riuscì a sconfiggerle in poco più di due mesi, e, una volta pacificato l'Occidente, decise di inseguire il rivale al di là del Mare Adriatico.
Pompeo, intanto, si era stabilito in una posizione vantaggiosa presso Dyrrhachium, sulla costa epirota, e da lì si era preoccupato di riorganizzare le sue forze in vista del confronto diretto contro Cesare. Il capo dei populares, tornato in Italia, s'imbarcò a Brindisi e riuscì ad aggirare la flotta di Pompeo per sbarcare, il 5 gennaio 48 a Paleste. Pompeo non ritenne opportuno attaccare il pericoloso nemico mentre si trovava ancora in condizioni di netta inferiorità, e preferì rafforzare la propria posizione. Cesare, di contro, prese atto della posizione più vantaggiosa in cui si trovava il suo avversario e soprattutto della sua superiorità numerica, e si accampò presso il fiume Apso in attesa dei rinforzi. Ricongiuntosi, poi, con le forze condotte dal suo legato Marco Antonio, giunto anch'egli in Epiro, Cesare, conquistate alcune città costiere, si spinse fino a Dyrrhachium e accerchiò lo schieramento pompeiano. Dopo alcuni scontri, tuttavia, Pompeo, facendo valere la propria superiorità numerica, riuscì a sfondare le linee di Cesare.
Il leader dei populares si vide allora costretto a seguire una strategia obbligata: l'unico modo per avere la meglio sulle forze pompeiane era quello di affrontarle in una battaglia campale, dove l'esperienza dei veterani di Cesare avrebbe costituito un vantaggio considerevole. Pompeo, dal canto suo, evitò di inseguire le truppe cesariane che si ritiravano da Dyrrachium, e non seppe così approfittare delle possibilità che la sua vittoria gli offriva. Egli era comunque ben cosciente della necessità di intraprendere contro Cesare uno scontro campale: le sue truppe, dopo la vittoria di Dyrrhachium, potevano godere di un morale molto alto, e non era comunque possibile lasciare che Cesare si spingesse ad Oriente, in terre dove abbondavano i clienti dello stesso Pompeo.
Cesare, intanto, si addentrò in Tessaglia, dove, espugnata la città di Gomfi, poté agevolmente ricevere l'appoggio di tutti gli altri centri ad eccezione di Larissa, dove il pompeiano Quinto Cecilio Metello Pio Scipione Nasica era giunto alla guida delle legioni stanziate in Oriente in previsione di una spedizione in Siria. Ivi si preoccupò di organizzare le sue mosse future: se Pompeo gli fosse venuto contro, avrebbe accettato di buon grado una battaglia campale; se invece Pompeo avesse deciso di riconquistare l'Italia, Cesare lo avrebbe inseguito con tutte le sue forze; se, infine, Pompeo avesse deciso di impossessarsi dell'intera costa adriatica, riconquistando le città che si erano dichiarate leali a Cesare, il console avrebbe diretto i suoi eserciti contro le truppe di Metello Scipione. Pompeo, a sua volta, decise di marciare verso Cesare, in modo tale da poterlo affrontare con l'aiuto degli uomini di Metello Scipione.
Nei primi giorni di agosto, Pompeo raggiunse la Tessaglia e si riunì con Scipione, al quale riconobbe la dignità di comandante, facendo allestire appositamente per lui un secondo pretorio. Contemporaneamente, rassicurò i suoi soldati proclamando che la vittoria era già stata ottenuta, e consegnò loro il bottino che era stato accumulato fino a quel momento. Durante i consigli di guerra, i collaboratori di Pompeo iniziarono anche a programmare la spartizione delle cariche istituzionali che si sarebbero dovute assegnare dopo la sconfitta dei cesariani, senza preoccuparsi affatto di programmare un piano di battaglia che permettesse realmente di sopraffare le forze nemiche.

## Forze in campo

### Cesare
Le forze di Cesare, alla vigilia della battaglia, erano composte nel complesso da circa 22000 uomini, suddivisi in otto legioni. Si trattava per lo più dei legionari che avevano seguito Cesare nella lunga campagna di Gallia: essi erano particolarmente legati al loro comandante, per il quale si sarebbero battuti fino alla morte anche in condizioni disperate. I veterani delle Gallie, dunque, potevano vantare la disciplina inflessibile e l'abilità che derivavano dalle vittorie riportate nella terra dei Galli.
È difficile conoscere come fosse composto l'intero schieramento delle forze messe in campo da Cesare a Farsalo. Ne conosciamo con certezza solo una parte: Cesare infatti, prima di salpare dall'Italia per l'Epiro, poteva disporre, in via teorica, di un esercito composto dalle quattro legioni consolari del 48 a.C. (legio I, II, III e IV), l'appena reclutata XXVII, oltre a quelle provenienti dalla Spagna e dalla Gallia cisalpina, a completamento della numerazione dalla VI Gemella alla XIV legione (inclusa la futura V Alaudae e la VII). Non tutte però riuscirono a salpare da Brindisi e a raggiungere il loro comandante a Dyrrhachium. Altre forze furono invece inviate, per un numero di 12000 armati (pari a circa tre legioni a ranghi completi), dallo stesso Cesare, prima dello scontro decisivo di Farsalo, in Macedonia e Grecia per assicurare il vettovagliamento delle truppe.
Le forze schierate da Cesare erano così disposte: la legione X all'ala destra sotto il comando di Publio Cornelio Silla, le legioni VIII e IX all'ala sinistra sotto il comando di Marco Antonio; al centro erano schierate le restanti cinque legioni, tra cui la legio XI e la legio XII, agli ordini di Gneo Domizio Calvino, per un totale di ottanta coorti; Cesare disponeva, inoltre, di altre due/sette coorti che preferì lasciare a guardia del campo e delle salmerie. Le sue forze, dunque, dovevano essere composte da un totale di 22000 fanti e 1000 cavalieri.
La gran parte del successo delle armate era comunque da attribuire alla capacità di Cesare di gestire con grande abilità tutte le situazioni che gli si presentavano: ideatore di un ambizioso progetto politico, Cesare dimostrò costantemente di essere un grande stratega, e riuscì a ottenere le sue vittorie grazie alla straordinaria determinazione che lo contraddistingueva.

### Pompeo
Le forze in campo messe da Pompeo erano, secondo lo stesso Cesare, più del doppio superiori alle sue, e constavano di 45000 fanti, 2000 beneficiari veterani e 7000 cavalieri. All'ala sinistra sotto il comando dello stesso Pompeo erano schierate le due legioni che per decreto del senato erano state cedute da Cesare a Pompeo in previsione di una spedizione contro i Parti, vale a dire la legio I e la III oltre all'intera cavalleria, gli arcieri ed i frombolieri. Al centro si trovavano le legioni siriache con il legato Quinto Cecilio Metello Pio Scipione Nasica, mentre all'ala destra erano schierate, la legione proveniente dalla Cilicia (la Gemella nata dalla fusione di due precedenti legioni, una delle quali era la XVIII Cornelei Spinteri), insieme alle coorti spagnole (di cui probabilmente faceva parte anche una V legione) e condotte da Lucio Afranio.

## Battaglia

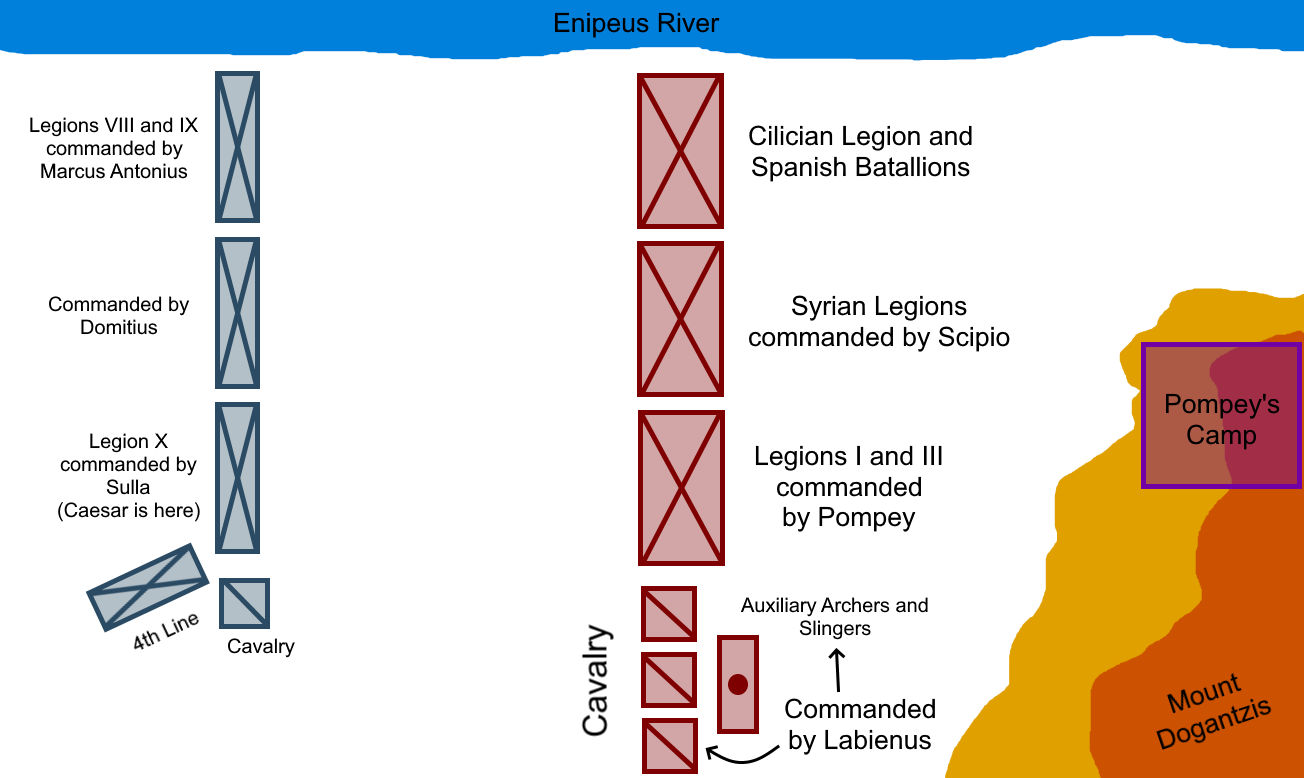
Disposizione iniziale delle truppe.

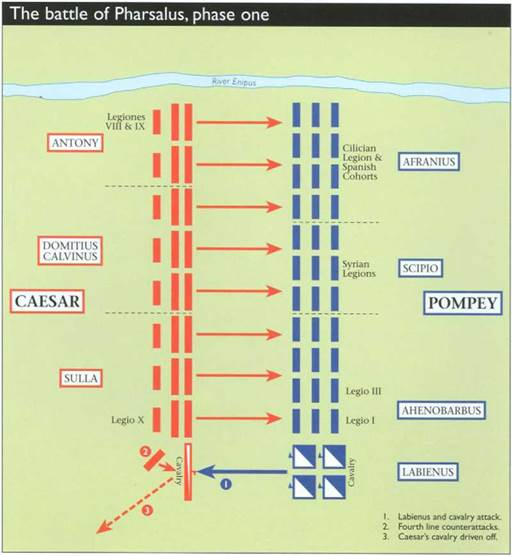
Fase 1.

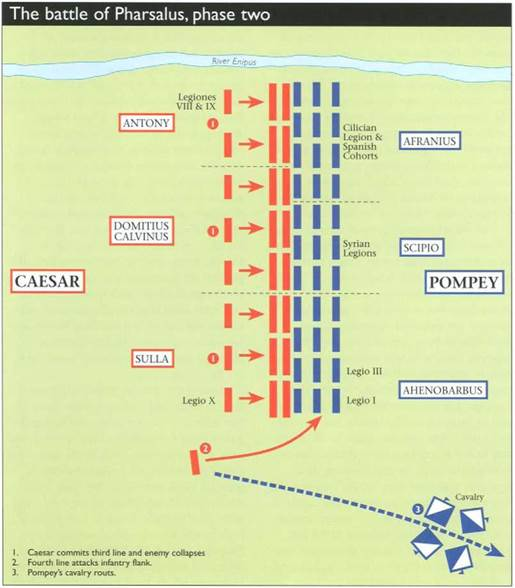
Fase 2.

Cesare ebbe un altro vantaggio, che si rivelerà decisivo per le sorti della battaglia. Il comandante della cavalleria di Pompeo era infatti Tito Labieno, che aveva combattuto con lui in Gallia prima di passare al nemico. Labieno era abituato ad applicare una tattica che consisteva nell'attaccare sul lato debole dell'avversario, per poi convergere verso il centro contro il grosso dell'esercito nemico.
Lo schema tipico delle battaglie consisteva nello schierare gli eserciti con il grosso delle truppe in mezzo e due ali, spesso di cavalleria, che si confrontavano fra loro. Il confronto tra le ali costituiva il cuore della battaglia perché la parte vincente poteva poi aggredire il centro dello schieramento nemico con notevoli possibilità di successo.
Cesare quindi staccò dal lato destro sei coorti di soldati, i più esperti, e li posizionò come riserva, rompendo lo schema classico. Separando le coorti dall'ala, oltre ad avere una unità mobile pronta ad accorrere nel momento del bisogno, il generale mostrò contemporaneamente un finto lato debole, prevedendo che la cavalleria pompeiana vi si sarebbe gettata a capofitto.
Le forze schierate da Cesare erano così disposte: la legione X all'ala destra sotto il comando di Publio Cornelio Silla, le legioni VIII e VIIII (queste ultime due con numero di effettivi dimezzati) all'ala sinistra sotto il comando di Marco Antonio; al centro le restanti cinque legioni, tra cui la legio XI e la legio XII (agli ordini di Gneo Domizio Calvino) per un totale di ottanta coorti; oltre a due/sette coorti a guardia del campo, per un totale di 22000 fanti e 1000 cavalieri.
E tutto andò secondo il disegno di Cesare: Pompeo schierò la sua fanteria pesante in formazione allargata per impressionare il nemico, e, non appena iniziò la battaglia, Labieno mosse la sua cavalleria all'attacco del lato destro, mentre il grosso della fanteria di Cesare guidato da Marco Antonio attaccò il centro dello schieramento nemico, rimasto, per ordine di Pompeo, fermo ad aspettare la carica nemica (tale disposizione venne considerata come un grosso errore di Pompeo da parte di Cesare). Quando la cavalleria di Labieno venne a contatto con l'ala destra dell'esercito di Cesare, questi fece muovere la riserva e stringere i cavalieri avversari in una tenaglia: l'unica possibilità di salvezza per Labieno e i suoi fu la ritirata. La riserva di Cesare, composta da 6 coorti, su ordine del generale, avrebbero caricato all'improvviso la cavalleria nemica, usando i pila come delle haste, sebbene ciò non fosse in uso allora, cercando di colpire i volti e gli occhi degli avversari che gli elmi lasciavano scoperti. Ciò perché Cesare sapeva che i cavalieri di Pompeo, giovani e non avvezzi alla guerra, avrebbero temuto di essere sfregiati orribilmente in volto, e fu anche questo motivo della loro ritirata. Sentendosi sicuro sul lato più debole, Marco Antonio fece avanzare all'attacco i propri fanti, mentre il grosso dell'esercito di Pompeo, vedendo sconfitti e in ritirata i cavalieri su cui erano riposte le speranze di vittoria, cedette terreno demoralizzato.
Con la ritirata di Labieno e la perdita di due fronti su tre, Pompeo considerò perduta la battaglia e si ritirò insieme a tutto lo stato maggiore, salvando la sua vita e quella dei suoi ufficiali (tranne Lucio Domizio Enobarbo).

## Conseguenze
Lo sconfitto Pompeo iniziò una lunga fuga che lo portò in Egitto dove venne assassinato per ordine dei consiglieri del re bambino Tolomeo. Si racconta che Cesare, giunto in Egitto poco dopo, pianse quando si vide presentare la testa del nemico e l'anello col suo sigillo.
Fece quindi giustiziare il primo consigliere del re Tolomeo, Potino, e favorì l'ascesa al trono di Cleopatra di cui divenne amante. Tolomeo morì in seguito, affogando nel Nilo durante il conflitto con Cleopatra.